# 江淵 (宣德進士)
江淵（1401年—？），字時用，四川重慶府江津縣人，明朝政治人物。景泰時官至工部尚書。

## 生平
十二月初六日生，行三。由縣學生中式四川鄉試第十四名舉人，會試中式第九十九名。宣德五年（1430年）登庚戌科二甲第三十名進士。改翰林院庶吉士，授編修。
正統十二年（1447年），詔令與杜寧、裴綸、劉儼、商輅、陳文、楊鼎、呂原、劉俊、王玉共十人入學東閣，拜曹鼐等為師。
土木之變後，景帝監國，徐有貞倡議南遷，太監金英叱出，徐有貞行至左掖門時遇到江淵，有貞告之經過。江淵覲見，極力陳述固守北京之策。歷翰林院侍講，升爲刑部右侍郎。也先逼近京師，江淵參贊都督孫鏜軍務，參與京師保衛戰。景泰元年，出任紫荊關、倒馬關、白羊關，與都指揮同知翁信督修雁門關。同年秋兼任翰林學士，進入內閣。之後改為戶部侍郎。次年改為吏部侍郎，仍然兼任翰林院學士。上言稱戶部尚書金濂仍然徵收已免田租，金濂之後下獄。江淵則加太子少師，并因江言，罷免四川巡撫僉都御史李匡。母喪丁憂，除服后恢復原職。五年春，山東、河南、江北等地饑荒，命江淵與同平江侯陳預撫恤賑災，其進言構建常盈倉，以保護民用，均得以批准。當時在轉運糧草時，漕卒乘機侵耗，被監察御史調查，江淵被彈劾，被廷臣勸阻，景帝寬恕。當時，內閣成員互不協助，其中陳循、王文尤其自私，江淵則好議論，然而每被同官壓制，悒悒不樂。恰逢兵部尚書于謙告病在家，景帝下詔請一人協助處理兵部事務，江淵想擔任。陳循則佯裝推舉江淵，而密令商輅草奏，并示以「石兵江工」四字，淵在旁不知。待詔下，調工部尚書石璞於兵部，而以江淵代替石璞原職。江淵大失所望。
明英宗復位後，江淵與陳循等俱謫戍遼東，不久去世。

## 家族
曾祖江文友；祖江必達；父江英，任雲南左參議；母周氏。慈侍下，妻董氏，兄漢；浩，弟淮；洪；濟；深。

## 著作
有《休休子集》《全生集》等。

## 遺跡
重慶江津區有江公享堂。

## 相關題目
- 明朝七卿年表